# Kebnekajse
Kebnekajse (antes conocido como Kebnekaise) es una banda sueca de rock, perteneciente al rock progresivo especialmente activa durante la década de 1970. Actualmente es consolidada una banda de culto.
Cuando comenzaron a experimentar con el rock sinfónico a finales de la década de 1970, perdieron mucho de su aficin. A partir del álbum Elefanten (1976) cambiaron su nombre a Kebnekajse.

## Discografía
- Resa mot okänt mål (1971)
- Kebnekaise II (1973)
- Kebnekaise III (1975)
- Ljus från Afrika (1976)
- Elefanten (1976)
- Vi drar vidare (1978)
- Electric Mountain (1993)
- Resa mot okänt mål (remasterizado) (2001)
- Kebnekajse (2009)
- Idioten (2011)
- Aventure (2012)